# Alcolea de Cinca
Alcolea de Cinca (Alcoleya de Cinca em aragonês) é um município da Espanha na província de Huesca, comunidade autónoma de Aragão, de área 82,85 km² com população de 1245 habitantes (2004) e densidade populacional de 15,03 hab/km².
É aqui que se dá, em 1428, o casamento do Infante D. Pedro de Portugal com D. Isabel de Urgel.

## Demografia
| Variação demográfica do município entre 1991 e 2004 | Variação demográfica do município entre 1991 e 2004 | Variação demográfica do município entre 1991 e 2004 | Variação demográfica do município entre 1991 e 2004 |
| --------------------------------------------------- | --------------------------------------------------- | --------------------------------------------------- | --------------------------------------------------- |
| 1991                                                | 1996                                                | 2001                                                | 2004                                                |
| 1240                                                | 1245                                                | 1250                                                | 1245                                                |